# Benny Greb
Pour les articles homonymes, voir Greb.
 (juillet 2024).
Si vous disposez d'ouvrages ou d'articles de référence ou si vous connaissez des sites web de qualité traitant du thème abordé ici, merci de compléter l'article en donnant les références utiles à sa vérifiabilité et en les liant à la section « Notes et références ».
 (juillet 2024).
Benny Greb est un batteur allemand né le 13 juin 1980 à Augsbourg. Il est également auteur-compositeur et pédagogue.
Doté d'une solide technique, il est réputé pour son groove, sa polyvalence et sa musicalité.

## Biographie
Benny Greb prend ses premiers cours à 12 ans et joue rapidement avec des groupes de son école, d'abord dans le punk puis très vite dans le rock et le jazz. À 17 ans, il intègre les collèges de musique de Dinkelsbühl puis de Hambourg, où il reçoit l'enseignement d'Udo Dahmen (de).
En 2005, il sort son premier album, Grebfruit. Son second, Brassband, sort en 2009. Pour cet album hommage aux brass bands de La Nouvelle-Orléans, il recrute les musiciens Reiner Winterschladen, Sebastian Hoffmann et Uli Krug. Depuis 2014, Greb développe son propre projet Moving Part (Jazz/Funk/Experimental) et tourne régulièrement avec le trompettiste Allemand Nils Wülker. En 2017, le batteur sort Grebfruit 2, qui contient notamment une reprise de I'm Tweaked de Vinnie Colaiuta.
Benny Greb est artiste Meinl depuis 2003, et artiste Sonor depuis 2004.
Il réside actuellement à Hambourg.

## Matériel utilisé

### Batterie Sonor
Benny Greb joue sur Sonor SQ2. Il utilise également une caisse claire Sonor Signature (SSD 10) de 13" x 5.75" en hêtre.

### Cymbales Meinl
Benny Greb possède sa propre série de cymbales baptisée Sand : deux ride 20" et 22" (Byzance Vintage Sand Rides), et une hi-hat 14" (Byzance Vintage Sand Hat Hihat).
Il utilise également les séries Byzance et Generation X.

## Discographie sélective
- 2004 : Jerobeam, Confidential Breakfast
- 2005 : Benny Greb, Grebfruit
- 2005 : Strom und Wasser, Spielt keine Rolle
- 2006 : Strom und Wasser, Gossenhauer
- 2007 : Poetry Club, Goldene zeit
- 2007 : Strom und Wasser, Farbengeil
- 2008 : Jerobeam, How one becomes what one is
- 2008 : Ron Spielman Trio, Absolutely Live (Live)
- 2008 : Stoppok, Sensationsstrom
- 2009 : 3erGezimmeR, Debut-Album
- 2009 : Benny Greb, Brassband
- 2009 : Stoppok, Auf zeche (Live)
- 2009 : Strom und Wasser, Emotionsdesign
- 2010 : The Burhorn, Beauty of the Beast (sur le morceau Moto)
- 2010 : Strom und Wasser, Mondpunk
- 2011 : Bertil Mark, Insight Outside (sur le morceau Ghop)
- 2011 : Blue Touch Paper, Stand well back
- 2011 : Thomas D, Lektionen in Demut 11.0
- 2012 : Elbtonal Percussion, plays Stewart Copeland (sur le morceau Gene Pool)
- 2012 : Ron Spielman Trio, Electric Tales
- 2012 : Nils Wülker, Just Here, Just Now
- 2014 : Benny Greb's Moving Parts, Moving Parts
- 2015 : Nils Wülker, Up
- 2017 : Benny Greb, Grebfruit 2

## Filmographie
- 2009 : The Language of Drumming
- 2010 : Modern Drummer Festival DVD
- 2015 : The Arts and Science of Groove